# محمدآباد (چلاو)

## محمد آباد (لیتکوه)
محمدآباد، روستایی است از توابع بخش مرکزی شهرستان آمل در استان مازندران ایران.

## جمعیت
این روستا در دهستان بالاخیابان لیتکوه قرار داشته و براساس آخرین سرشماری مرکز آمار ایران که در سال ۱۳۹۰ صورت گرفته، جمعیت آن ۱۱۰۰ نفر (۳۰۰ خانوار) بوده‌است.